# Cyligramma goudotii
Cyligramma goudotii är en fjärilsart som beskrevs av Achille Guenée 1852. Cyligramma goudotii ingår i släktet Cyligramma, och familjen nattflyn. Inga underarter finns listade.